# Hipposideros commersoni
Hipposideros commersoni är en fladdermusart som först beskrevs av E. Geoffroy 1813.  Hipposideros commersoni ingår i släktet Hipposideros och familjen rundbladnäsor. IUCN kategoriserar arten globalt som nära hotad. Inga underarter finns listade i Catalogue of Life.
Arten blir 11 till 14,5 cm lång, har en vingspann av 54 till 56 cm och en vikt mellan 40 och 180 g. Honor är oftast mindre än hanar. Pälsens färg varierar mellan ljusgrå och rödbrun. Kännetecknande för Hipposideros commersoni är en stor hjässkam (Crista sagittalis) som är tydligare hos hanar. Öronen liknar i viss mån en skära i formen men nära huvudet är de bredare.
Denna fladdermus förekommer på nästan hela Madagaskar. Arten vistas i låglandet och i bergstrakter upp till 1350 meter över havet. Den lever i olika habitat som torra lövfällande skogar och mera fuktiga galleriskogar.
Individerna vilar på dagen i grottor eller i träd. I grottor bildas ofta stora kolonier. För kort vilopauser under natten uppsöker arten ibland byggnader. Jakten på skalbaggar och andra insekter sker vanligen vid skogens kanter eller i närheten av byar. Under den kalla årstiden blir arten slö. Jakten sker med hjälp av ekolokalisering och dessutom har arten olika läten för kommunikationen.
Hanarna försvarar i grottorna en nisch som kan vara attraherande för honorna. Fortplantningen sker mellan februari och juni. Honan är ungefär fyra månader dräktig och föder en unge per kull, oftast vid början av regntiden. Ungen diar sin mor cirka 14 veckor vad som är kort jämförd med andra fladdermöss av samma släkte.

## Bildgalleri

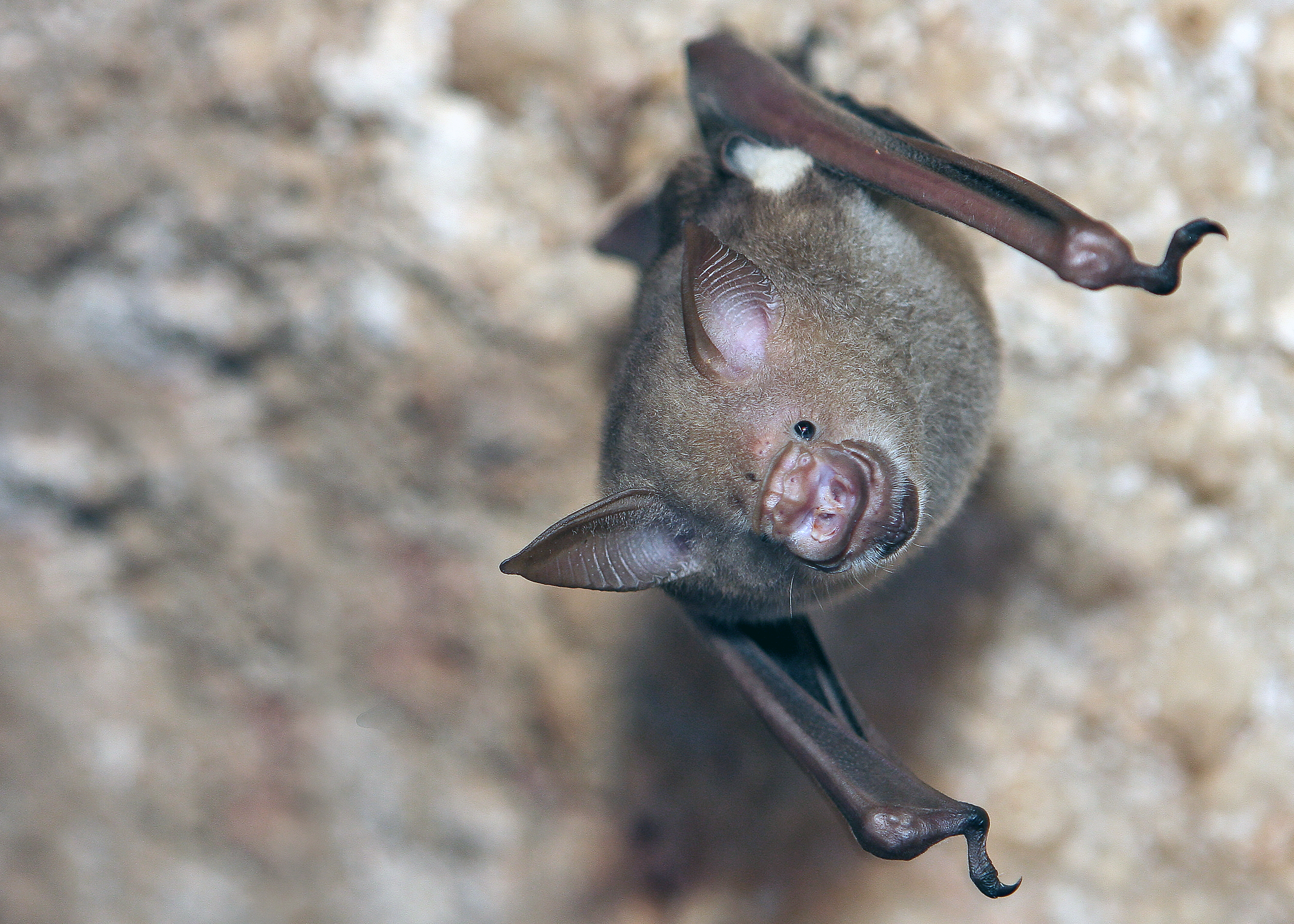
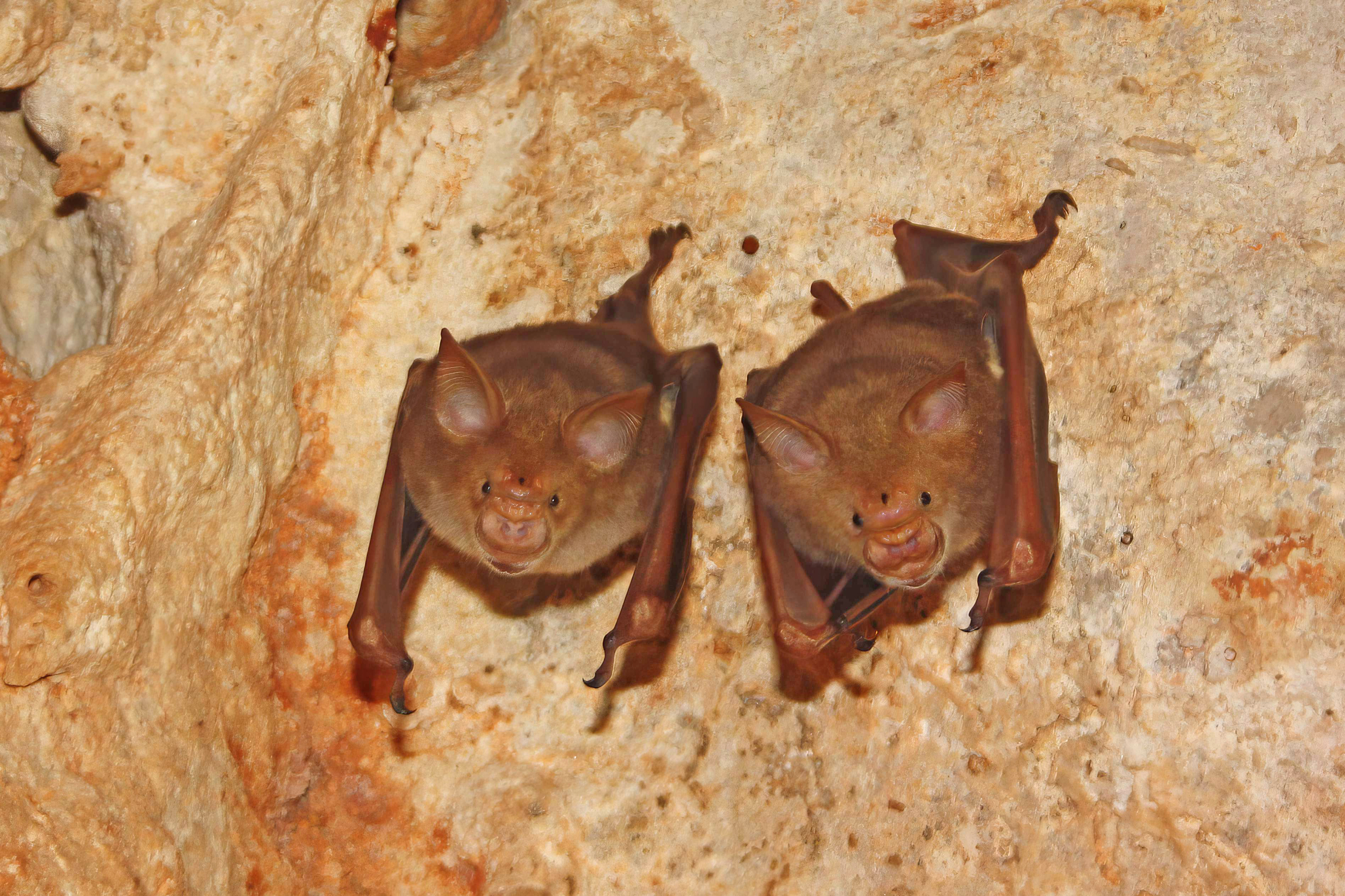
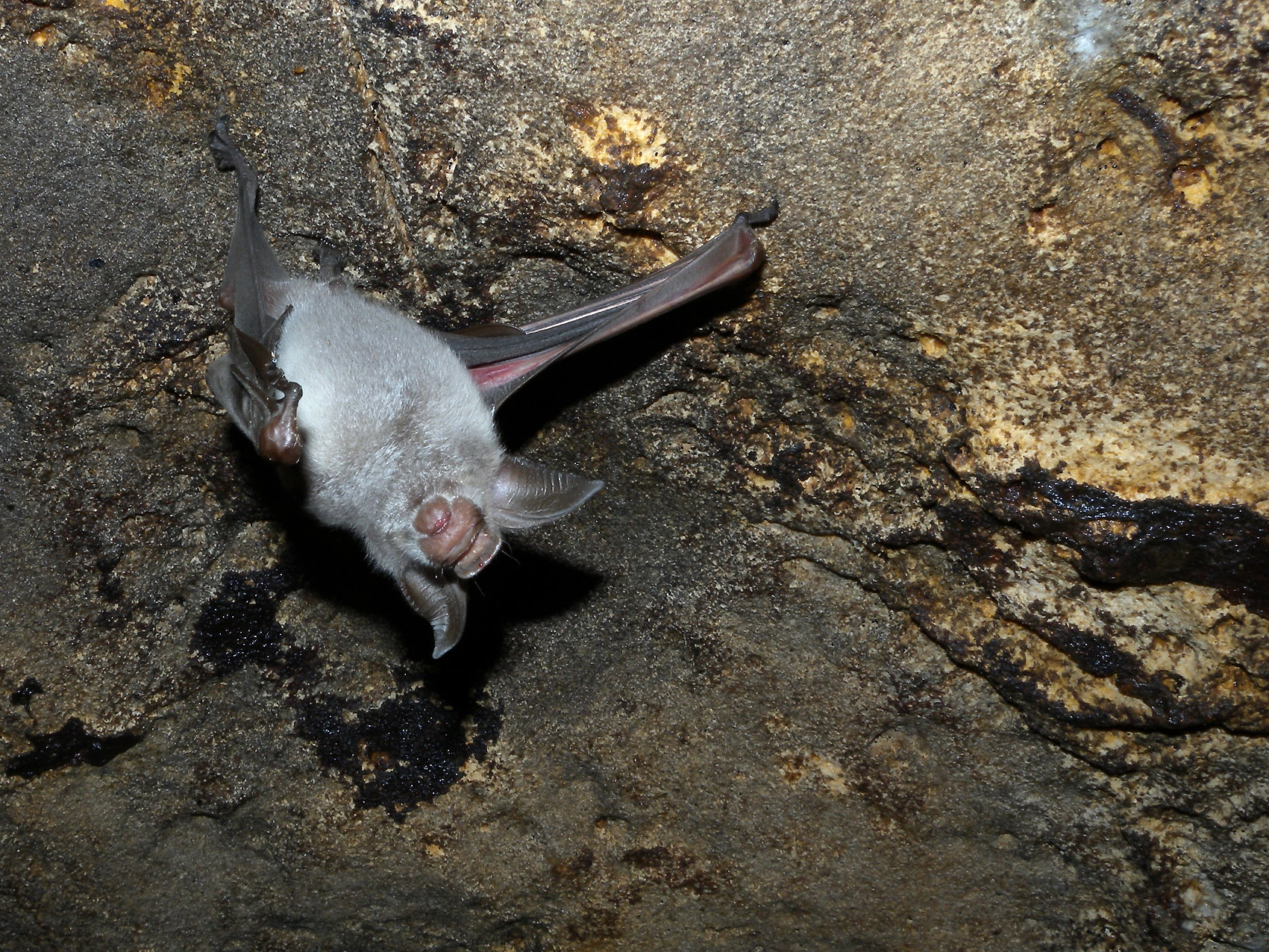